# Вадонго, Эванс
Эванс Вадонго (англ. Evans Wadongo) (род. 11 марта 1986) — кенийский инженер, соучредитель GreenWize Energy Ltd, исполнительный директор и основатель SDFA-Kenya, один из десяти главных героев CNN 2010 года, обладатель международных премий и наград. Получил образование на кафедре электронной и компьютерной инженерии Сельскохозяйственного и технологического университета имени Джомо Кениата в Кении. Разработал простую конструкцию лампы на солнечных батареях из подручных материалов (металлолома, фрагментов фотоэлектрических панелей и светодиодов), наладив дешёвое производство в местных мастерских бедных регионов, где жителям недоступно электричество — в Кении, Уганде и Малави.

## Биография
Вадонго, младший из пятерых детей, родился 11 марта 1986 года в поселении Чумви, расположенного в Западной провинции примерно в 211 км от Найроби, столицы Кении. Его отец и мать были учителями средней школы. Во время учёбы в школе ему приходилось читать и писать при свете керосиновой лампы или костра, в результате чего у него возникли проблемы со зрением. Закончив обучение в средней школе, он поступил в университет.
Студент сельскохозяйственного и технологического университета Джомо Кеньятта работал над проектом, в котором использовались светодиоды для рождественских огней. Молодому инженеру пришла мысль о замене керосиновых ламп, которыми пользовалось большинство бедных жителей кенийских деревень, светодиодными фонарями на солнечных батареях для освещения домов. Подобные светильники продавались в Кении, но они производились в других странах и были довольно дороги для бедных людей. Вадонго решил, что его фонари будут изготавливаться в местных мастерских из подручного материала и фрагментов фотоэлектрических панелей, батарей и светодиодов, чтобы их стоимость была по карману бедным людям. Для того, чтобы запустить проект производства портативных светодиодных ламп, которые можно заряжать от солнечного света, Вадонго работал над проектом в течение двух лет без оплаты и ел один раз в день, чтобы сэкономить деньги. Ему помогали семья и друзья. Производство продвигалось медленно до тех пор, пока Вадонго не прошёл программу обучения руководителей, а затем возглавил организацию «Устойчивое развитие для всей Кении» (англ. SDFA-Kenya) — некоммерческое социальное предприятие, направленное на борьбу с бедностью в сельских общинах, сосредоточив внимание на трех ключевых областях: образование, окружающая среда и расширение экономических возможностей. Под руководством Эванса Вадонго SDfA прямо и косвенно повлияла на жизни миллионов людей. Помимо того, что он был основателем и председателем SDfA-Kenya, Вадонго работал менеджером проекта организации с 2006 по 2008 год.
В 2013 году предприятие стало лауреатом премии SEED. Вадонго возглавил некоммерческое предприятие в области социального предпринимательства «Устойчивое развитие для всей Кении» (SDFA-Kenya). Проект «Используйте солнечную энергию, спасите жизни» (англ. Use Solar, Save Lives) в партнёрстве с женскими группами был направлен на борьбу с бедностью и невежеством, для чего женщин в сельских районах обучали поиску и осваиванию альтернативных источников средств к существованию. Проект был поддержан международной общественной организацией Глобальная сеть развития (англ. The Global Development Network, GDN). Благодаря новаторскому подходу программа стала успешной. В рамках проекта SDFA солнечные лампы получили более 3500 семей, что позволило, как минимум, 10 000 школьникам учиться при свете экологически чистых светильников.
Для ламп оптом у зарубежной компании закупались излишки и остатки панелей солнечных батарей. В местных мастерских из металлолома каркасы ламп, для которых были найдены простые конструктивные решения, можно изготавливать из подручных средств: старых керосиновых фонарей, металлического лома и т. д. Ключевыми концепциями дизайна стали требования экологичности, переработки, минимализма, актуальности и рентабельности. Позднее основание лампы дополнилось встроенным портом USB, что позволяет заряжать телефоны или радиоприёмники. По оценкам Вадонго, на первоначальном этапе развития бизнеса он раздал более 10 000 фонарей MwangaBora (в переводе с суахили — «хороший свет»). В дальнейшем он ожидает снижения затрат по мере роста программы, так как хочет «охватить как можно больше сельских общин», поскольку они «спасают жизни». Вадонго считает, что «дело не в количестве ламп, которые мы раздаём, а в том, сколько жизней мы можем изменить к лучшему».
К 2012 году SDFA-Кения облегчила жизнь 120 000 человек, принесла пользу более чем 60 общественным группам и создала около 30 предприятий. В 2014 году Вадонго совместно с инженером Эдвином Кеверенге (англ. Edwin Keverenge) организовал социальное предприятие GreenWize Energy Limited, которое разрабатывает и внедряет инновационные решения в области энергетики и возобновляемых источников энергии, чтобы расширить программы производства солнечных фонарей MwangaBora для сельских общин. GreenWize разработал собственную систему PAYG для различных компаний — лицензирование для заинтересованных компаний в использовании этой технологии и продаже продуктов потребителям.
MwangaBora используются в домашних хозяйствах, на малых предприятиях, покупаются для освещения улиц и учреждений. Эванс и его команда в ходе реализации проекта «Используйте солнечную энергию, спасите жизни», начинают с выявления бедных сообществ, которым раздают лампы — часто это женская группа, и призывают население объединить деньги, которые каждая семья сэкономила на покупке керосина. Поскольку лампы теперь производятся на месте, жизнь людей также улучшается. Известно, что за эту производственную работу во многих сельских общинах рабочим платят до 110 долларов США в неделю, что намного выше минимальной заработной платы в Кении.
На эти деньги женщины в домохозяйствах могут не только купить еду, но и расширять собственное хозяйство, осваивать новые профессии — изготавливать украшения и сувениры. Вадонго меняет жизнь людей благодаря не только лампам безопасного света, но и создаваемым рабочим местам.
На 2013 год компания произвела и распространила 32 000 ламп и намерена значительно увеличить это число, открыв 20 производственных центров в Кении и Малави. Вадонго говорит, что команды в этих центрах будут самостоятельно производить не только лампы, но и «любые творческие вещи».
Вадонго является основателем новой платформы Fail-2 Bounce, которая позволяет людям, особенно молодёжи, делиться идеями, которые они не могут реализовать, через социальные сети и собрания.
В настоящее время Эванс Вадонго проживает в Найроби, Кения, является соучредителем компании GreenWize Energy, а также советником ряда социальных предприятий, которые стремятся увеличить производство продуктов питания, ускорить переработку и распределение за счёт внедрения новых технологий и бизнес-моделей. Студент, создавший «хороший свет», стал соучредителем Wadson Ventures — компании, поддерживающей инновационные идеи для малоимущих в Африке.

## Признание
- Выпускник Университета сельского хозяйства и технологий Джомо Кеньятта был одним из докладчиков на Всемирном форуме лидеров (англ. Misk Global Forum) в Эр-Рияде, Саудовская Аравия, вместе с другими лидерами, в том числе с Алленом Блю, соучредителем LinkedIn и бывшим президентом Италии Маттео Ренци[14].
- 30 марта 2011 года Вадонго был одним из трёх лауреатов первой премии имени Михаила Горбачёва в номинации «Человек, изменивший мир» — «Ускорение». Вместе с ним награду впервые получали сэр Тим Бернерс-Ли, изобретатель Всемирной паутины («Перестройка»), и Тед Тёрнер («Гласность»), медиамагнат и основатель CNN. Церемония, прошедшая в Лондоне, была посвящена 80-летию Горбачёва[15][16].
- Сюжеты про Эванса Вадонго транслировались на CNN, BBC, AFP, The New Yorker[17], Центральном телевидении Китая[18], Reuters[19], France 24[20], Discovery Channel, MBC Южная Корея, Deutsche Welle, Немецком радио, российском государственном телевидении, Huffington Post[21] и других международных медиаканалах. В Кении о Вадонго рассказывали на KTN TV, K24 TV, NTV, KBC TV, Citizen TV, KISS FM Radio, Radio Jambo, Capital FM, Nation Newspaper, Standard Newspaper, The Star, в газете The People, в журналах Parents Magazine и «Менеджмент».
- Вадонго был одним из четырёх факелоносцев, которые представляли Кению во время эстафеты Олимпийского огня в Лондоне в 2012 году[22].
- Эванс получил вторую премию за африканский стартап, предоставленный Африканским форумом Нью-Йорка в Либревиле, Габон[23].
- В 27 лет кениец Эванс Вадонго был назван влиятельным журналом Technology Review[англ.] одним из «35 новаторов до 35 лет» вместе с изобретателем смарт-часов Pebble Эриком Мигиковски и Морганом Куигли, создателем стандартизированного языка программирования робототехники с открытым исходным кодом ROS[24].
- Британский журнал Esquire в 2011 году занёс его в список 20 человек, которые будут определять следующие 20 лет[3].
- Он назван лучшим социальным предпринимателем года по версии Schwab Foundation[4].
- Forbes назвал его одним из 30 лучших молодых предпринимателей Африки в возрасте до 30 лет, также он был финалистом Премии «Герой гуманитарной деятельности», проходившей в Аддис-Абебе в 2012 году[3].
- Получил Молодежную премию Содружества и Международную африканскую премию[4].
- Фонд Шваба в 2011 году назвал Вадонго социальным предпринимателем года. Церемония награждения прошла в Кейптауне, Южная Африка, во время Всемирного экономического форума для Африки[4].
- Лампа MwangaBora включена в постоянную коллекцию Художественного музея Хай (англ. High Museum of Art) в Атланте, штат Джорджия, и Музея Виктории и Альберта. Она будет представлена в числе 250 объектов из коллекций искусства и дизайна V&A Desig 20-го и 21-го века, выставленных в двух галереях[25].